# Galopon
Galopon (in croato Galopun) è uno scoglio disabitato della Croazia, situato lungo la costa occidentale dell'Istria, a nord del canale di Leme.
Amministrativamente appartiene al comune di Orsera, nella regione istriana.

## Geografia
Galopon si trova a nordovest di punta Petalon (rt Petalun), di fronte a valle dei Monti (uvala Brižine), a sudovest di punta Fornace e poco a sudest della secca Marmi (plitvac Mramori). Nel punto più ravvicinato dista 615 m dalla terraferma (punta Fornace).
Galopon è uno scoglio di forma rotonda che misura 70 m di diametro e ha una superficie di 2930 m².

### Isole adiacenti
- San Giorgio, isolotto posto di fronte alla cittadina di Orsera.
- La Longa (Lunga), isolotto allungato posto 350 m a sudovest di La Longa.
- Greben Lunga, una roccia semisommersa situata a circa 200 m metri a ovest di La Longa. 45°08′35.8″N 13°34′42.1″E

### Cartografia
- (HR) Mappa topografica della Croazia 1:25000, su preglednik.arkod.hr.